# Lycosuchus
Lycosuchus ('wolfkrokodil') is een geslacht van uitgestorven carnivore Therocephalia die ongeveer vijf miljoen jaar in het Midden-Perm (265-260 miljoen jaar geleden) leefde in Zuid-Afrika. Als lid van de Lycosuchidae vertegenwoordigt het geslacht een van de vroegst divergerende Therocephalia. 
De typesoort Lycosuchus vanderrieti werd in 1903 benoemd door Robert Broom. De geslachtsnaam is een combinatie van het Grieks lykos, 'wolf', en Souchos, de Egyptische krokodillengod. De soortaanduiding eert professor B. van der Riet, die het fossiel ter studie aan Broom ter beschikking stelde.
Lycosuchus is bekend van een handvol goed bewaarde exemplaren met de schedel en de onderkaak; het holotype US D173, deel van de collectie van de Universiteit van Stellenbosch, Zuid-Afrika, is een bijna volledig afgesloten schedel, in de negentiende eeuw gevonden door dominee Van der Merwe op de Groot Vlakte. Exemplaar MB.R. 995, gehuisvest in het Museum für Naturkunde Berlin, Duitsland, bestaat uit een bijna complete losse onderkaak, samen met een gedeeltelijke snuit en hersenpan. Met behulp van μCT-gegevens beschreven Pusch et alii (2020) de endocraniële anatomie van Lycosuchus vanderrieti.
Broom benoemde in 1903 een tweede soort: Lycosuchus mackayi, gebaseerd op holotype SAM 633, een fragmentarische schedel gevonden in East London. De soortaanduiding eert George R. MacKay.
Lycosuchus was een middelgroot roofdier, met een lengte van honderdtwintig centimeter en met een schedel van drieëntwintig centimeter lang. De snuit is relatief kort. Typisch voor vroege Therocephalia droeg Lycosuchus vanderrieti droeg twee functionele hoektanden in elk bovenkaaksbeen, mogelijk als gevolg van een langdurige of vertraagde tandvervanging. Zowel de bovenste hoektanden als de enkele hoektand van de onderkaak zijn gekarteld.
Broom plaatste Lycosuchus later in de Therocephalia.